# Hessle
Hessle – miasto i civil parish w północno-wschodniej Anglii (Wielka Brytania), w hrabstwie ceremonialnym East Riding of Yorkshire, w dystrykcie (unitary authority) East Riding of Yorkshire. Leży na północnym brzegu estuarium Humber, 6,6 km na zachód od miasta Kingston upon Hull i 246,2 km na północ od Londynu. W 2011 roku civil parish liczyła 15 000 mieszkańców. Hessle zostało wspomiane w Domesday Book (1086) jako Hase.
W tym mieście ma swą siedzibę klub piłkarski – Hessle Rangers F.C.

## Miasta partnerskie
- Bourg-de-Thizy